# August Wilhelmj
August Emil Daniel Ferdinand Wilhelmj (Usingen (Hesse), Alemanya 21 de setembre de 1845 - Londres (Regne Unit), 22 de gener de 1908) va ser un violinista i professor alemany.
Wilhelmj va ser considerat un nen prodigi; quan Henriette Sontag el va sentir el 1852 als set anys, va dir: "Seràs el Paganini alemany". El 1861, Franz Liszt el va sentir i el va enviar a Ferdinand David amb una carta que contenia les paraules "Deixa'm presentar-te el futur Paganini!". Entre els seus professors hi havia: Ferdinand David, per al violí, Moritz Hauptmann, per a la teoria musical i la composició, i Joachim Raff per a la composició.
Amic personal de Wagner, va dirigir els violins a l'estrena de Der Ring des Nibelungen a Bayreuth el 1876. Va visitar Austràlia el 1881, tocant a l'antic Freemasons' Hall, però tot i que apreciat pels assistents als seus concerts, el seu nombre no va ser suficient per fer de la gira un èxit econòmic. No va ser fins que Jenny Lind el va presentar al públic de Londres el 1886 que Wilhelmj es va convertir en un "nom familiar".
S'ha fet famós pel seu arranjament de finals del segle XIX del segon moviment de la Suite orquestral núm. 3 de J. S. Bach per a violí i piano, conegut com a Air on the G String i per la seva reorquestració del 1r moviment del Concert per a violí núm. 1 en re major op. 6 (1883/1884) de Niccolò Paganini.
A partir de 1894 va ser professor de violí a la "Guildhall School of Music and Drama". Entre els seus alumnes hi havia Jessie i Harold Grimson, el violinista nord-americà Nahan Franko, el músic canadenc Donald Heins i el director d'orquestra australià Aylmer Buesst. Wilhelmj va ser propietari d'un violí Stradivari 1725 des de 1866 fins a la seva jubilació, que més tard va ser conegut pel seu nom. Un altre violí conegut va ser fet per Giovanni Francesco Pressenda 1843 (Ex Wilhelmj). El seu Guadagnini de 1785 va ser més tard propietat (com "ex-Wilhelmj") de Jack Liebeck. Va morir a Londres.
La cunyada de Wilhelmj era la compositora i cantant Maria Wilhelmj.